# Minto (Alaska)
Minto ist ein Ort und ein census-designated place (CDP) in der Yukon-Koyukuk Census Area in Alaska in den Vereinigten Staaten. Das U.S. Census Bureau hatte bei der Volkszählung 2020 eine Einwohnerzahl von 150 ermittelt.

## Geographie
Minto liegt auf einer Höhe von 127 m im Alaska Interior, 80 km westnordwestlich der Stadt Fairbanks auf einer Anhöhe an einer seenartigen Verbreiterung des Tolovana River. Eine 35 km lange Stichstraße, die „Minto Spur Road“, führt vom weiter nördlich verlaufenden Elliott Highway (Alaska Route 2) nach Minto. Minto besitzt einen Flugplatz.

## Name
Der Ortsname leitet sich von den nahe gelegenen Minto Lakes ab und war Namensgeber einer Telegraphenstation, die 1909 vom U.S. Army Signal Corps errichtet wurde. „Minto“ ist die anglisierte Form von Menhti mən̥tʰi aus der Sprache der Lower Tanana Athabasken mit der Bedeutung „zwischen den Seen“. 

## Geschichte
Minto ist im Wesentlichen ein Dorf von Athabasken-Indianern. Das Dorf existierte ursprünglich 30 km weiter südlich am rechten Flussufer des Tanana River. Nachdem 1902 nördlich von Fairbanks Gold gefunden wurde, begann die Dampfschifffahrt auf dem Tanana River. Am Flussufer entstand die Indianersiedlung. 1937 wurde eine Schule errichtet. Die meisten Familien lebten jedoch nicht ganzjährig an dem Ort. Nach mehreren Überschwemmungen wurde Minto 1969 an seinen jetzigen Ort verlegt. Der Standort des früheren Dorfes ist heute als „Old Minto“ (⊙) bekannt. 1980 wurde Minto zu einem census-designated place.

## Demografie
Zum Zeitpunkt der Volkszählung im Jahre 2020 (U.S. Census 2020) hatte Minto CDP 150 Einwohner auf einer Landfläche von 343,45 km². Von den Einwohnern waren 7 weiß sowie 138 amerikanisch-indianischer Abstammung.
Beim Zensus im Jahr 2000 wurden noch 258 Einwohner gezählt, 2010 waren es 210. Somit ist die Bevölkerungsentwicklung der letzten Jahre rückläufig.